# Figure It Out (Royal Blood)
Figure It Out è un singolo del gruppo musicale britannico Royal Blood, pubblicato il 2 luglio 2014 come primo estratto dal primo album in studio Royal Blood.

## Tracce
Download digitale, CD promozionale (Regno Unito)
1. Figure It Out – 3:04

7" (Regno Unito)
- Lato A

1. Figure It Out – 3:04

- Lato B

1. Love and Leave It Alone – 3:22

Download digitale – Live from the BRITs
1. Figure It Out (Live from the BRITs) – 3:21

## Formazione
Gruppo
- Mike Kerr – voce, basso
- Ben Thatcher – batteria

Produzione
- Royal Blood – produzione
- Tom Dalgety – produzione, registrazione, missaggio
- John Davis – mastering

## Classifiche
| Classifica (2014)                | Posizione massima |
| -------------------------------- | ----------------- |
| Belgio (Fiandre)                 | 46                |
| Belgio (Vallonia)                | 94                |
| Stati Uniti (mainstream rock)    | 3                 |
| Stati Uniti (rock & alternative) | 18                |
| Classifica (2015)                | Posizione massima |
| Canada                           | 95                |
| Regno Unito                      | 43                |
| Stati Uniti (alternative)        | 10                |
| Stati Uniti (rock airplay)       | 5                 |